# Kuljani (Banja Luka, BiH)
Kuljani su naseljeno mjesto u sastavu Grada Banje Luke, Republika Srpska, BiH.

## Stanovništvo
| Kuljani            |              |              |              |
| godina popisa      | 1991.        | 1981.        | 1971.        |
| Hrvati             | 773 (64,04%) | 760 (68,03%) | 736 (85,28%) |
| Srbi               | 283 (23,44%) | 222 (19,87%) | 93 (10,77%)  |
| Muslimani          | 3 (0,24%)    | 0            | 0            |
| Jugoslaveni        | 73 (6,04%)   | 101 (9,04%)  | 0            |
| ostali i nepoznato | 75 (6,21%)   | 34 (3,04%)   | 34 (3,93%)   |
| ukupno             | 1.207        | 1.117        | 863          |

## Vanjske poveznice
- Satelitska snimka  Arhivirana inačica izvorne stranice od 15. lipnja 2011. (Wayback Machine)